# Bryndza
Bryndza es un queso elaborado con leche de oveja y que es muy popular en los Balcanes, el este de Rumania, Moldavia, Ucrania, Polonia, Eslovaquia. Tiene DOP la Bryndza Podhalańska (Polonia).

## Historia
Probablemente fue llevado al norte de Eslovaquia por valacos entre los siglos XIV y XVII. La primera referencia escrita al bryndza en Eslovaquia aparece a finales del siglo XV. Es elaborado según la receta tradicional descrita por el mercader eslovaco Ján Vagač que fundó la primera factoría en 1787 en Detva. La calidad y la definición del producto tuvieron partidarios acérrimos desde sus comienzos. El nombre del queso proviene del rumano brânză, que se utiliza como un nombre general para queso.

## Elaboración
El proceso para la elaboración de este queso es muy similar a la empleada para elaborar el quark. La leche de ovejas se deja reposar en una especie de madera burduf o putera.  Tras el proceso, el material resultante contiene cerca de  40-50% de material graso, 50-55% de agua y 2-3% de sal.  En algunas regiones se le añade al queso cebollas o cebollinos.

## Usos
El Bryndza es un ingrediente esencial para la elaboración del Liptauer y para el bryndzové halušky este último es el plato nacional de Eslovaquia. Un queso similar de leche de oveja se emplea en Rumanía como gratinado para los maccaroni (macaroane cu brânză) y la  polenta (mămăligă cu brânză) así como otros platos.